# Lee Geum-min
Lee Geum-min (이금민?; 7 aprile 1994) è una calciatrice sudcoreana, attaccante del Birmingham City e della nazionale sudcoreana.

## Palmarès

### Nazionale
- Campionato asiatico under 16: 1

2009
- Campionato mondiale under 17: 1

2010
- Campionato asiatico under 19: 1

2013